# Vitalie Gheorghiță
Vitalie Gheorghiță (kyrillisch: Виталий Георгицэ; * 21. Februar 1982) ist ein moldauischer Leichtathlet, Sommerbiathlet und Crossläufer.
Vitalie Gheorghiță ist Zwillingsbruder von Viorel Gheorghiță. Bei den Sommerbiathlon-Europameisterschaften 2008 in Bansko wurde er trotz neun Schießfehlern Neunter, im Massenstartrennen verbesserte er sich trotz 16 Fehlern auf den siebten Rang zurück. Im Staffelrennen wurde er mit Irina Omelciuc, Dimitria Ciobanu und seinem Bruder Fünfter. Bei den moldauischen Hallenmeisterschaften 2009 gewann er den Titel über 1500 Meter. Beim White Cross Country Championship in Belgrad gewann er im selben Jahr vor Mirko Petrovic und seinem Bruder den 8-Kilometer-Crosslauf.

## Belege
1. ↑  All the records and victories of the National Athletic Championship
2. ↑  The twin brothers Gheorghita have won the gold and respectively the bronze medals at the Tournament in Belgrad

| Personendaten    | Personendaten                                             |
| ---------------- | --------------------------------------------------------- |
| NAME             | Gheorghiță, Vitalie                                       |
| ALTERNATIVNAMEN  | Gheorghita, Vitalie; Георгицэ, Виталий                    |
| KURZBESCHREIBUNG | moldauischer Leichtathlet, Sommerbiathlet und Crossläufer |
| GEBURTSDATUM     | 21. Februar 1982                                          |